# 新田村 (大分県)
新田村（あらたむら）は、大分県大野郡にあった村。現在の豊後大野市の一部にあたる。

## 地理
大野川支流・奥嶽川、中津無礼川の流域に位置していた。

## 歴史
- 1889年（明治22年）4月1日、町村制の施行により、大野郡玉田村、小田村、本城村、久田村が合併して村制施行し、新田村が発足[1][2]。旧村名を継承した玉田、小田、本城、久田の4大字を編成[2]。
- 1951年（昭和26年）4月1日、大野郡三重町、菅尾村、百枝村と合併し、三重町が存続して廃止された[1][2]。

## 産業
- 農業、林産[2]